# Bloková kniha

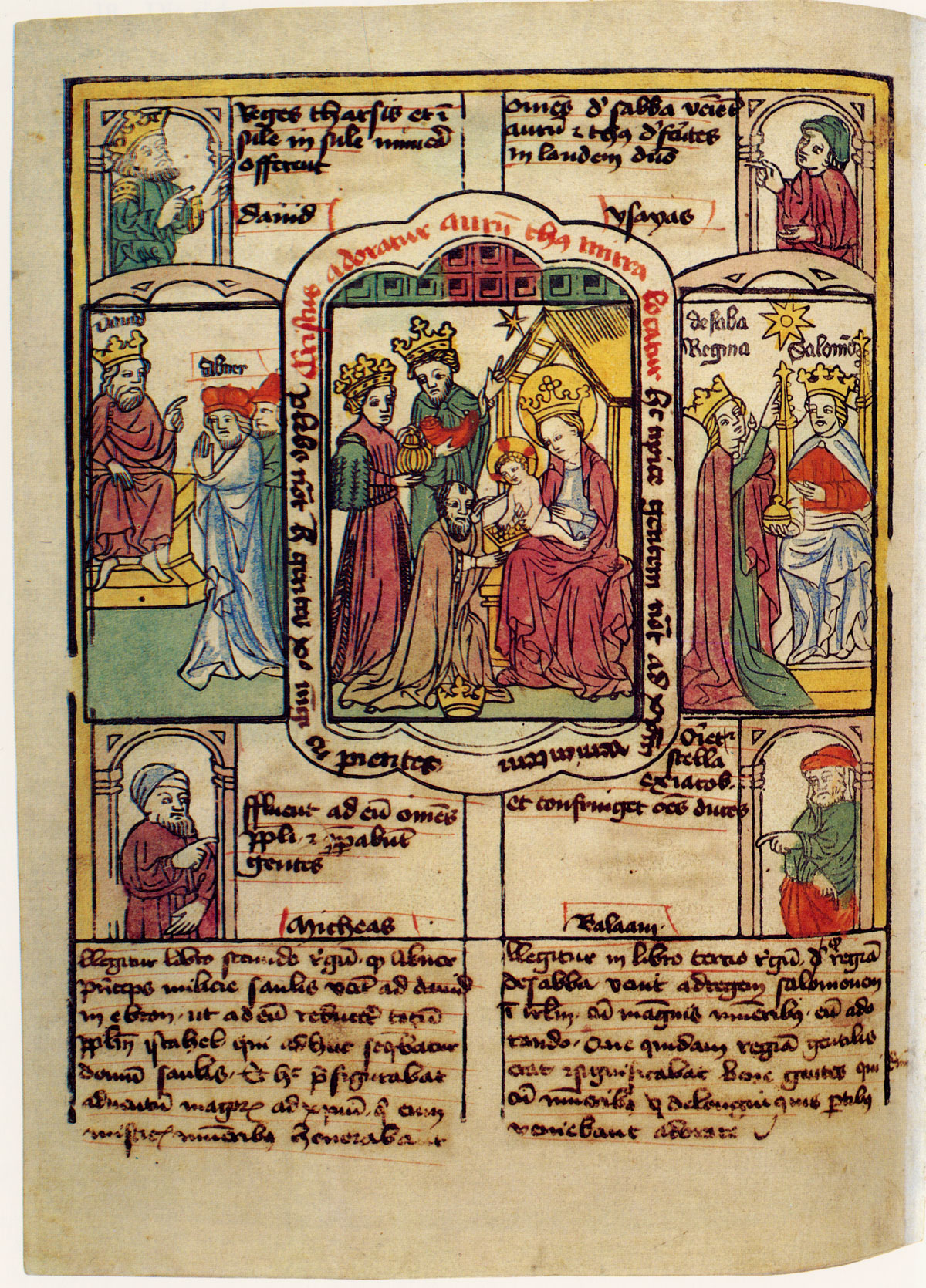
Stránka blokové knihy, Biblia pauperum, s ručně kolorovanými obrázky

Bloková kniha je tištěná kniha, kde byly zpravidla celé stránky tisknuty z jednoho tiskového bloku (deskotisk). V Evropě byly tyto knihy typické v období 1420 až polovina 16. století. Blokové knihy mohly buď pouze obrázkové (navazují na tradici žánr Biblia pauperum, který vznikl jako žánr iluminovaného rukopisu), případně obrázkové s odplňovanými texty jak ručně dopsané, nebo řezané v tiskovém bloku, byly i knihy (typicky učebnice) výhradně textové, kde text byl tištěný z bloku (ne tedy z pohyblivých liter). Tento způsob tisku a sestavování stran do knih byl dlouho běžný v čínském knihtisku (zcela nezávisle na evropské praxi).